# Karel Kratochvíl
Karel Kratochvíl (* 8. června 1982) je český fotbalový obránce.
Začínal v mládežnickém týmu SK Slavia Praha, kde byl od 18 let, od roku 2001 se začal objevovat v A týmu, kde až do roku 2006 odehrál i několik utkání v Poháru UEFA, v roce 2006-2007 odešel na hostování do SK Kladno, poté zamířil do Kazachstánu, kde hrál za klub Šachťor Karaganda. Zde skončil s klubem na 3. místě. Po návratu z kazašského klubu odešel do prvoligového klubu FK Bohemians Praha, po krátké době z něj ale odešel na Slovensko do Interu Bratislava, se kterým se stal vítězem 2. slovenské ligy, v roce 2009 pak odešel do rumunskeho klubu CS Gaz Metan Mediaș.